# Giovanni Villani

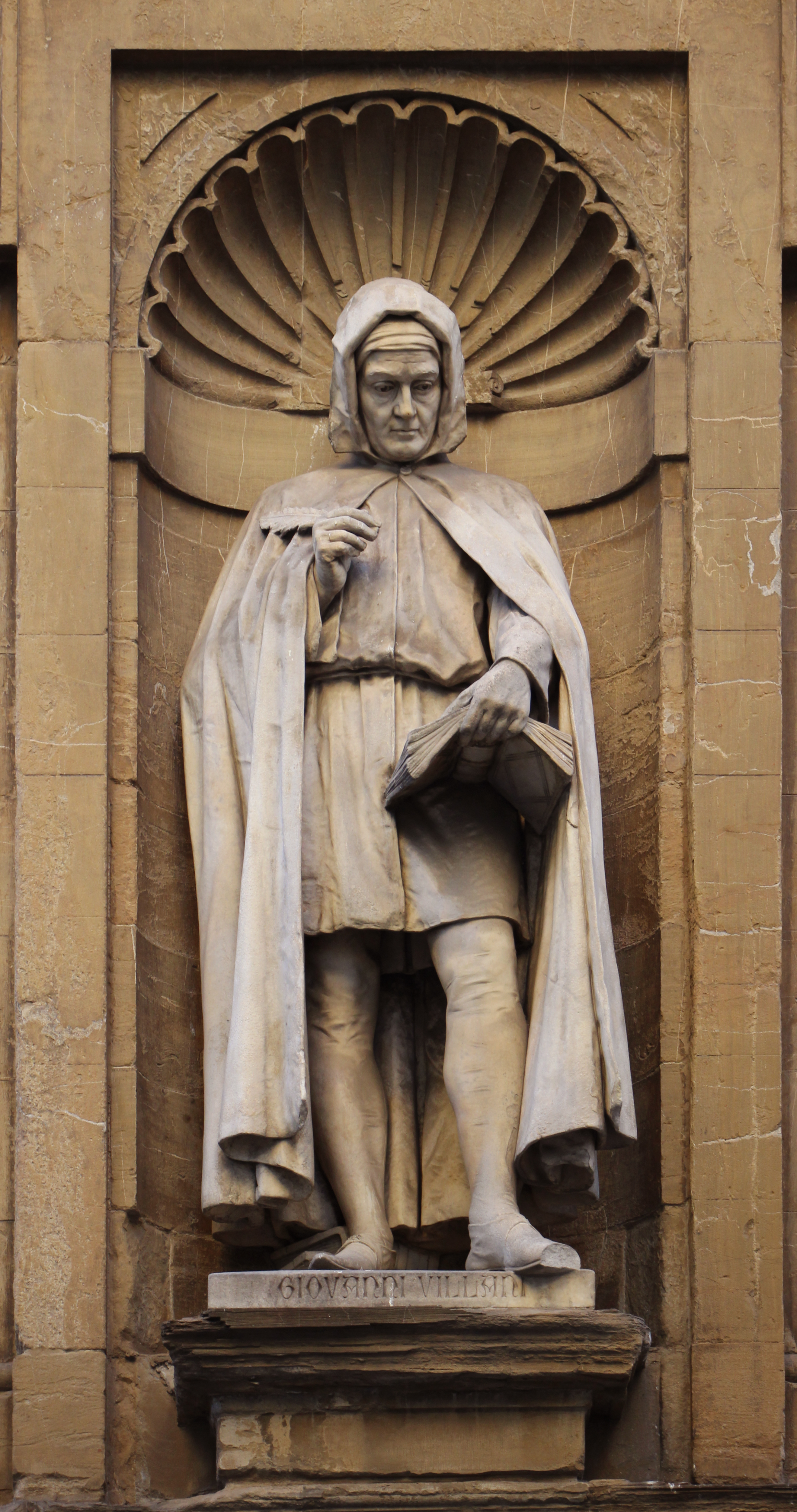
Statue des Giovanni Villani in Florenz

Giovanni Villani (* um 1280 in Florenz; † 1348 ebenda an der Pest) war ein italienischer Geschichtsschreiber, Kaufmann und Politiker.

## Leben
Das genaue Geburtsjahr von Giovanni Villani ist unbekannt, er wurde jedoch etwa in der zweiten Hälfte der 1270er Jahre geboren. Aus einer angesehenen florentinischen Familie stammend schlug er wie sein Vater Villano di Stoldo di Bellincia den kaufmännischen Berufsweg ein. Seit spätestens 1300 war er Teilhaber der Handelsgesellschaft der Peruzzi und dabei auch sehr erfolgreich. Zu seinem Geschichtswerk, der Nuova Cronica, wurde er im Jubeljahr 1300 auf einer Wallfahrt nach Rom angeregt, wo er als Vertreter der Peruzzi mit Papst Bonifatius VIII. verhandelte. In der Ewigen Stadt machten nach seinen eigenen Angaben (Nuova Cronica 8, 36) die antiken Denkmäler einen großen Eindruck auf ihn und er bedachte, dass zahlreiche Historiker die Taten der Römer beschrieben hatten, so dass er nun eine monumentale Chronik seiner Vaterstadt Florenz zu verfassen beabsichtigte und mit diesem Vorhaben noch im gleichen Jahr begann. Von etwa 1302–1307 hielt er sich auf Geschäftsreisen in Flandern, Frankreich und der Schweiz auf. Zwischen 1308 und 1312 kündigte er seine Mitgliedschaft in der Peruzzi-Kompanie wieder auf. Später wurde er Teilhaber der Kompanie der Buonaccorsi, deren Mitglied Vanni eine Ehe mit seiner Schwester Lapa eingegangen war.
Villani war als Mitglied der Führungsschicht von Florenz auch in der Stadtpolitik aktiv und hatte dabei seit 1316 verschiedene wichtige Ämter inne. So zählte er von 1316 bis 1317 als priore zu den Angehörigen der Stadtregierung und wirkte bei der listigen Taktik mit, durch die Pisa und Lucca zum Friedensschluss mit Florenz verleitet wurden. 1317 leitete er das Münzwesen und ließ dabei ein Verzeichnis aller in Florenz geschlagenen Münzen anfertigen. 1321–1322 bekleidete er erneut die Stelle eines priore und überwachte mit anderen Bürgern den Neubau der Stadtmauern. 1325 wurde er mit einem Heer gegen den Condottiere Castruccio Castracani geschickt und erlebte dabei die Niederlage der Florentiner bei Altopascio mit. 1328 amtierte er zum dritten Mal als priore. Damals wütete eine furchtbare Hungersnot in weiten Teilen Italiens, vor deren schlimmsten Auswirkungen Villani Florenz zu bewahren suchen sollte, worüber er in einem Kapitel seiner Chronik berichtet. Er fungierte auch als Gesandter, in welcher Eigenschaft er im Oktober 1329 den päpstlichen Legaten Bertrand du Pouget in Bologna traf.
1330 beaufsichtigte Villani die Herstellung der Bronzetüren des Baptisteriums durch Andrea Pisano sowie die Errichtung des Campanile der Badia. Er und andere reiche Kaufleute plädierten einige Zeit nach dem (1328 erfolgten) Tod von Castruccio Castracani dafür, dass Florenz die Stadt Lucca zum Preis von 80.000 Florin erwerben sollte, wobei sie den Großteil der Geldsumme aus ihrem privaten Vermögen beizusteuern versprachen. Dieses Vorhaben scheiterte aber an Konflikten innerhalb der damaligen Regierung (Nuova Cronica 10, 143). 1331 hatte Villani den Zenit seiner politischen Laufbahn aufgrund eines Prozesses wegen betrügerischer Amtsausübung überschritten, obwohl er von diesem Vorwurf freigesprochen wurde. Dennoch zählte er auch künftig zu den vermögendsten Bürgern von Florenz. 1341 wurde wieder über den Kauf Luccas verhandelt, diesmal mit Mastino II. della Scala gegen eine Zahlung von 250.000 Florin. Mit anderen Bewohnern seiner Vaterstadt wurde Villani als Bürge für den eingegangenen Vertrag nach Ferrara überstellt, wo er einige Monate wohnte. Gegen Ende seines Lebens wurde er 1342 in die Pleite der Buonaccorsi-Gesellschaft verwickelt, hatte mehrere Konkursverfahren abzuwickeln und verbrachte sogar 1346, weil zahlungsunfähig, kurze Zeit im Schuldgefängnis. Auf Kaution wieder freigelassen starb er im Sommer 1348 an der Pest. Seine Erbin wurde seine Tochter. Auch hatte er einen unehelichen Sohn namens Bernardo, der als Priester und Notar arbeitete.

## Nuova Cronica
Das historische Werk Villanis ist in der italienischen Volkssprache in schlichtem Stil abgefasst und beinhaltet 12 (nach der 1991 erschienenen Ausgabe von Porta 13) Bücher. Die Informationen, die Villani während seiner Arbeit aus ganz Europa erhielt, flossen in sein Werk mit ein, das somit nicht den Charakter einer ausschließlich stadtgeschichtlichen Chronik von Florenz aufweist, obwohl die Stadt ab dem 4. Buch immer im Mittelpunkt der Darstellung steht. Es setzt wie andere mittelalterliche Chroniken mit dem Turmbau zu Babel ein und bringt danach eine zunächst bis zum 12. Jahrhundert mit vielen Fabeln durchsetzte, unkritisch der Überlieferung folgende Erzählung. So wird über den Trojanischen Krieg, die Flucht des Aeneas nach Italien, einzelne Ereignisse der römischen Geschichte und Völkerwanderungszeit, dann über Karl den Großen bis hin zu den deutschen Kaisern und ihren Beziehungen zu Italien berichtet. Die Partien, welche die Zeit ab dem 13. Jahrhundert behandeln, werden geschichtlich gesehen zunehmend wertvoller. Nicht immer zutreffend sind indessen Berichte über Ereignisse sowie manchmal Jahresangaben, die vor Villanis eigener Lebenszeit lagen. Beispielsweise behauptet er fälschlich, Otto IV. sei 1218 im Heiligen Land gestorben.
Das 6. Buch von Villanis Chronik schließt mit dem Bericht über die Ankunft Karls von Anjou in Italien (1265). Die nächsten sechs Bücher schildern die anschließenden etwa acht Jahrzehnte, die der Autor weitgehend selbst miterlebte. Zur Abfassung dieses Teils betrieb der Autor ein exaktes Quellenstudium, verwendete politische und wirtschaftliche Urkunden sowie Augenzeugenberichte und konnte sich auch auf eigene Erfahrungen stützen. Allerdings enthält die Chronik auch hier, insbesondere bei nicht in Florenz oder dessen Umgebung spielenden Ereignissen, manche historische Irrtümer (teils abhängig von den verwendeten Quellen), was aber der Gesamtbedeutung nicht schadet. Mit Blick auf den späteren Kaiser Heinrich VII. ist die Monatsangabe von dessen Alpenüberquerung vom Herbst 1310 falsch angegeben.
Villani orientierte sich am Calculus Florentinus, der in Florenz bis ins Jahr 1749 üblichen Jahreszählung. Demnach begann ein neues Jahr nicht am 1. Januar, sondern am 25. März. Die Chronik vertritt den guelfischen (anti-kaiserlichen) Standpunkt, wenn auch nicht übertrieben: So wird Kaiser Heinrich VII., für dessen Italienzug Villanis 9. Buch eine wichtige Quelle ist, insgesamt recht ausgewogen beurteilt. Aufgrund seines kaufmännischen Interesses macht der Autor auch bedeutsame und detaillierte statistische Angaben über die Finanzen und Verwaltung im Florenz seiner Zeit, die dort herrschende Bevölkerungsstruktur sowie das damalige Handwerks- und Schulwesen seiner Heimatstadt. Zwar zeigt ihn sein Werk noch in mittelalterlichen Vorstellungen verhaftet, enthält aber doch auch bereits auf die Renaissance vorausweisende Tendenzen wie die exakte Konstatierung gesellschaftlicher Erscheinungen, die differenzierte Beschreibung bedeutender Personen und die ab und zu auftretende nachdrückliche Hervorhebung der Augenzeugenschaft der dargestellten Vorkommnisse.
Die bis zum April 1348 reichende Chronik Giovanni Villanis wurde von seinem Bruder Matteo († 1363) und dessen Sohn Filippo († 1405) in elf Büchern bis zum Jahr 1364 fortgesetzt.
Seit der ersten, unvollständigen, 1537 in Venedig sowie der ersten vollständigen, 1559 in Florenz erschienenen Ausgabe wurde Villanis Werk häufig ediert, so u. a. in verbesserter Form in Muratoris Rerum Italicarum Scriptores (Mailand 1728). Im 19. Jahrhundert kam u. a. 1823 eine Ausgabe in 8 Bänden in Florenz heraus, eine weitere besorgte F. Gherardi-Dragomanni (7 Bände, Florenz 1844–1847), und andere neue Editionen erschienen sodann 1857–1861 in Triest in 7 Bänden sowie 1879 in Turin. Eine deutsche Übersetzung der auch die Kaiser Heinrich VII. und Ludwig den Bayern behandelnden Bücher 9 und 10 legte Walter Friedensburg 1882/83 für die Reihe Geschichtschreiber der deutschen Vorzeit vor.

## Ausgaben
- Pietro Massai (Hrsg.): Istorie fiorentine di Giovanni Villani, cittadino fiorentino, fino all'anno MCCCXLVIII. 8 Bände. Societè tipografica de' classici italiani, Mailand 1802–03 (italienisch):
  - Band 1 (primo), 1802;
  - Band 2 (secondo);
  - Band 3 (terzo);
  - Band 4 (quattro);
  - Band 5 (quinto);
  - Band 6 (sesto), 1803;
  - Band 7 (settimo);
  - Band 8 (ottavo).
- Achille Mauri (Hrsg.): Istorie fiorentine di Giovanni Villani. Nicolò Bettoni, Mailand 1834, Digitalisat (italienisch).
- Dante. Dante-Gesellschaft, Stamperia Valdonega, Verona 1962, Aufl.: 400 (italienisch/deutsch). Übertragung und Nachwort von Hans Rheinfelder. (Umfasst die Auszüge zu Dante.)
- Giovanni Porta (Hrsg.): Giovanni Villani: Nuova Cronica. 3 Bde. Fondazione Pietro Bembo/Guanda, Parma, 1991, it.Wikisource (italienisch). [Mit veränderter Zählung der Bücher Villanis : Band I: Bücher 1 bis 8, Band II: Bücher 9 bis 11, Band III: Bücher 12 und 13.]
- Philip H. Wicksteed (Hrsg.): Villani's Chronicle. Selections from the First Nine Books of the Croniche Fiorentine of Giovanni Villani. Translated by Rose E. Selfe. The Project Gutenberg eBook, 2010, online (englisch).